# AG-13
La autovía AG-13 o Vía Ártabra es una autovía autonómica de la Junta de Galicia que transcurre actualmente entre Castelo e Iñás, con el proyecto previsto entre Iñás y Santa María de Vigo con el enlace a A Gándara con la AP-9. Consta de unos 11,2 kilómetros de longitud, de forma provisional hasta no completar el proyecto definitivo de la prolongación a Santa María de Vigo con la conexión a la A-6 y cuenta con la conexión hacia el norte, la VG-1.3 que es la vía para automóviles limitada a 100 km/h, con el trayecto entre Veigue y Castelo de unos 6 kilómetros de longitud.

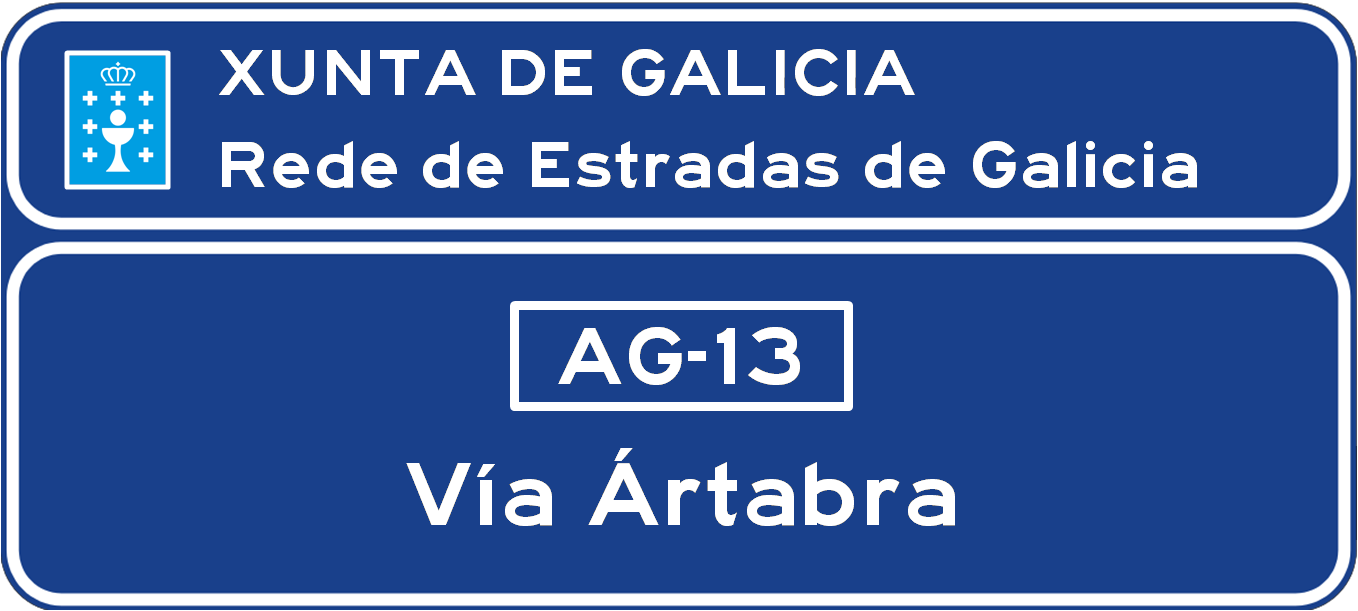
Señal de confirmación de la autovía de la vía Ártaba AG-13.

Con este proyecto de la autovía, es para descongestionar el tráfico desde Oleiros a Cambre, contando las conexiones de las vías de altas capacidades como la autopista de peaje AP-9 y la autovía A-6. Fue inaugurado en septiembre de 2013, permitiendo la conexión desde Lorbé hasta Iñás con la variante de Oleiros (AC-527), el primer tramo de la Vía Ártabra fue inaugurado en febrero de 2012.
En la actualidad, las obras de la prolongación a la AP-9 desde Iñás están paralizadas por las 2 resoluciones judiciales que le obligaron a repetir el proyecto que le afecta el trayecto en la zona de A Gándara. Sigue pendiente de la autorización del Ministerio de Transportes, Movilidad y Agenda Urbana de autorizar las obras de la conexión con la AP-9, con las cabinas de peaje y no hasta que se resuelva el nuevo proyecto de trazado, permitiría autorizar para completar esta prolongación a la AP-9. Sin avances el proyecto del último tramo entre la rotonda del acceso al Polígono Industrial del Espíritu Santo a Santa María de Vigo con la conexión a la A-6 tras la información pública del estudio informativo.

## Tramos
| Denominación | Tramo | Kilómetros | Año servicio / Estado (2025)                                                                 |
| ------------ | --- | ---------- | -------------------------------------------------------------------------------------------- |
| AG-13        | VG-1.3 Castelo - N-6 Iñás Tramo original Remodelación Enlace N-6 de Iñás (parcial) Remodelación Enlace N-6 de Iñás (completo) | 2,2 - -    | 2013 2023                                                                                    |
|              | N-6 Iñás - AP-9 A Gándara Subtramo I ( N-6 Iñás - AC-221 A Gándara)                                                           | 2,7        | Obras paralizadas temporalmente (pendiente resolución de contrato)                           |
|              | N-6 Iñás - AP-9 A Gándara Subtramo II ( AC-221 A Gándara - AP-9 A Gándara)                                                    | 0,9        | Proyecto terminado (sometida a información pública) (pendiente autorización de MITMA)        |
|              | Enlace de Pol. Ind. de Espíritu Santo - A-6 Santa María de Vigo                                                               | 5,4 +/-    | Estudio informativo terminado (DIA aprobada) (pendiente licitación de redacción de proyecto) |

## Salidas
| Velocidad | Esquema | Salida | Sentido Santa María de Vigo (A-6)                                                  | Carriles | Sentido Castelo (VG-1.3)                                                                     | Carretera | Notas |
| --------- | ------- | ------ | ---------------------------------------------------------------------------------- | -------- | -------------------------------------------------------------------------------------------- | --------- | ----- |
|           |         |        | Comienzo de la Vía Ártabra AG-13 Procede de: VG-1.3 Castelo                        |          | Fin de la Vía Ártabra AG-13 Incorporación final: VG-1.3 Dirección final: VG-1.3 Meirás Lorbé | VG-1.3    |       |
|           |         | 6      |                                                                                    |          | DP-5813 Sada                                                                                 | DP-5813   |       |
|           |         | 7      | AC-527 Oleiros                                                                     |          | AC-527 Oleiros                                                                               | AC-527    |       |
|           |         | 8      | N-6 La Coruña Lugo                                                                 |          |                                                                                              | N-6       |       |
|           |         |        | Fin de la Vía Ártabra AG-13 Dirección final: N-6 Betanzos Lugo Coiro N-6 La Coruña |          | Inicio de la Vía Ártabra AG-13 Procede de: N-6 Iñás                                          | N-6       |       |
|           |         |        | Pendiente nuevo proyecto Tramo: Iñás-A Gándara                                     |          | Pendiente nuevo proyecto Tramo: Iñás-A Gándara                                               |           |       |